# Garabed Pashayan Khan
Karapet Pashayan (n. 1864, Constantinopol, Imperiul Otoman – d. 1915, Ayaş⁠(d), Imperiul Otoman) a fost un medic, om de știință, și activist public armean.
A terminat Școala de medicină din Constantinopol în 1888, apoi a lucrat ca medic în provinciile Balu și Malatia. În 1890, a fost arestat pentru sprijinirea grupurilor fedayee armene, condamnat la moarte, dar apoi a fost eliberat, după medierea familiei consulului britanic. În 1895 s-a mutat în Iran și a devenit doctorul șahului persan. Pentru eforturile sale a primit titlul de khan. În anii 1903-1906, Pashayan a trăit în Alexandria, Egipt, unde a fondat o școală armeană și o tipografie. În 1908, după revoluția junilor turci, s-a întors la Constantinopol și a fost ales membru al parlamentului otoman. În 1915 a fost arestat, printre alți intelectuali armeni și a fost trimis la Ayash, unde a fost torturat și omorât.
Pashayan este autorul unor scrieri literare și științifice (Prietenii Poporului, 1909).